# Amelogênese imperfeita
Amelogênese imperfeita é uma alteração dentária de caráter hereditário que afeta o esmalte. Ela pode afetar de um a todos os dentes das dentições decíduas e permanentes. Compreende um grupo complicado de condições que mostram alterações de desenvolvimento na estrutura do esmalte, na ausência de uma alteração sistêmica. Há pelo menos 14 diferentes subtipos hereditários de amelogênese imperfeita, com vários padrões de herança e uma ampla variedade de manifestações clínicas. Como prova da natureza complicada do processo, existem vários sistemas de classificação diferentes. 
Quanto à sua origem, a amelogênese imperfeita tem caráter genético, consequentemente não é possível a realização de um tratamento preventivo nesses pacientes, logo, a terapia é voltada para a reabilitação estética e funcional. Hoje é possível reabilitar esses casos com procedimentos menos invasivos, devido a evolução das técnicas adesivas,  com longevidade e previsibilidade e da obtenção dos resultados.

## Etiologia
Existem diferentes fenótipos da amelogênese imperfeita causados por diferentes mutações nos genes responsáveis pela transcrição das principais proteínas da matriz orgânica do esmalte e das proteases, os diferentes tipos e características dessa patologia dependem do gene especifico envolvido, da localização e tipo de mutação, e das consequentes alterações na proteína. A proteína mais abundante da matriz orgânica do esmalte e portanto a mais envolvida no processo de amelogênese  é a amelogenina.

### Genética

#### Padrão de Herança ligado ao X
Amelogênese imperfeita é uma condição herdada que afeta o esmalte dentário. Na herança ligada ao X, tem sido mostrado que a desordem pode resultar de mutações no gene amelogenina, AMELX . A amelogênese imperfeita tem sido extensivamente estudada ao nível molecular. A análise de ligação mostrou que há heterogeneidade genética ligada ao cromossomo X com dois loci identificados: AIH1 e AIH3. O locus AIH1 corresponde à localização do gene amelogenina no braço curto do cromossoma X; várias mutações no gene amelogenina têm sido encontrados em famílias com X-linked amelogênese imperfeita. Os mapas AIH3 locus para a região Xq24-q27.1 no braço longo do cromossomo X. Cerca de 5 % dos casos amelogênese imperfeita são causadas por mutações no AMELX gene e são herdadas num padrão X-linked. Uma condição é considerada ligada ao X, se o gene mutante que faz com que o distúrbio está localizado no cromossoma X, um dos dois cromossomas sexuais. Na maioria dos casos, os machos com X-linked amelogênese imperfeita apresentam fenótipo mais grave do que as mulheres com essa forma de condição.

#### Padrão de Herança Autossômico Dominante
O gene enamelina, ENAM , está implicado na patogênese das formas dominantes de AI. Não existe ainda nenhuma evidência publicada de heterogeneidade genética autossômica dominante amelogênese imperfeita como em X-linked amelogênese imperfeita. Genes candidatos para autossômica dominante amelogênese imperfeita incluem tuftelin (1q), albumina (4q) e ameloblastin (4T), mas o envolvimento destes genes na doença ainda não foi demonstrada. A maioria dos casos são causados por mutações no ENAM gene e são herdadas num padrão autossômico dominante. Este tipo de herança significa uma cópia do gene alterado em cada célula é suficiente para causar a desordem. 

#### Padrão de Herança Autossômico Recessivo
Amelogênese imperfeita também é herdada em um padrão autossômico recessivo; esta forma da doença pode resultar de mutações no ENAM ou MMP20 gene. Hereditariedade autossômica recessiva significa duas cópias do gene em cada célula são alterados. AI autossômica recessiva tem sido relatada em famílias com consanguinidade conhecida.  

#### Genes Relacionados
Até o momento, seis genes ( AMELX , MIM 300391 ; ENAM , MIM 606.585 ;MMP20 , MIM  604.629 ; KLK4 , MIM 603.767 ; FAM83H , MIM 611.927 ; WDR72 , MIM 613.214 ) têm sido implicados em formas não sindrômica de AI.

## Características  Clínicas
Amelogênese imperfeita afeta o esmalte de todos os dentes dos indivíduos afetados dentro de uma parentela, de uma maneira mais ou menos igual. O esmalte pode ser hipoplásico, hipomineralizado (subdividida em hipomaturação e hipocalcificação) ou ambos, o que é visto na maioria dos casos.  Os dentes afetados podem apresentar-se descolorados, sensíveis ou propensos a desintegração pós- eruptiva ou pré-eruptiva.
Além disso, o exame radiográfico mostra geralmente um conjunto completo de dentes, mas as coroas dos dentes têm esmalte muito fina ou esmalte falta completamente.

### Hipoplasia
Na amelogênese imperfeita hipoplásica os dentes alem de apresentar manchas brancas opacas distribuídas aleatoriamente, apresentam alterações na forma,  possivelmente por diminuição na quantidade de matriz orgânica. Ao exame físico, deve-se atentar nos sulcos e crateras, pois eles apresentam firmes e lisos, não ha evidencias de desgastes, só alteração de forma. 

### Hipomineralização
Na amelogênese imperfeita hipomineralizada ou hipocalcificada há uma destruição parcial ou descastes acentuados da coroa de todos os dentes  e apresenta uma coloração amarelo acastanhado.  O esmalte é facilmente removido com um auxilio de uma cureta. Em uma anamnese  bem feita constatará que no grupo familiar haverá pessoas que apresentavam o mesmo caso, devido seu caráter hereditário. 

### Hipomaturação
Na hipomaturação os dentes apresentam manchas brancas opacas que estão distribuídas aleatoriamente em todos os dentes permanentes erupcionados. O esmalte estão firmes, não a alteração na forma ,somente na cor. A característica marcante da hipomaturação é que os dentes decíduos estão normais , sem manchas. Pode-se confundir com a fluorose. 

## Diagnóstico Diferencial
- O diagnóstico diferencial da Amelogênese Imperfeita pode ser feito observando-se as seguintes anomalias:
- Hipomineralização-molar incisivo
- a lesão inicial de cárie, o esmalte hipoplásico de origem ambiental que pode ser local ou sistêmica
- Flurose dentária ( que é o diagnostico mais frequente)
- Dentinogênese imperfeita tipo III.
- Mordida Aberta
- Taurodontismo
- Hipersensibilidade

- Alteração na dimensão vertical

 A associação do exame clínico e radiográfico permite uma visão mais ampla do caso e é essencial para definir o plano de tratamento.

## Epidemiologia
Existem múltiplos estudos que revelaram valores de prevalência da Amelogênese Imperfeita  muito diferentes entre si, havendo consenso no que se refere  a uma incidência de 1 em cada 14.000 indivíduos e de uma maior incidência do tipo AI hipocalcificada seguida dos tipos por hipomaturação e hipoplásica. A forma de transmissão amelogênese tem sido descrita como a mais frequente nos Estados Unidos e na Europa, enquanto que a forma recessiva tem surgido com maior prevalência no Médio Oriente. Outras pesquisas  vêm revelar que o tipo hipoplásico aparenta surgir com maior frequência no sexo feminino, e o tipo por hipomaturação tem maior incidência em indivíduos do sexo masculino. No Brasil, não foram encontrados dados estatísticos da doença, assim como sua incidência no Rio Grande do Norte devido à carência de registros formais por parte dos órgãos de saúde pública.

## Tratamento
O tratamento para Amelogênese Imperfeita depende da severidade da anomalia estrutural e da idade do paciente. Existem inúmeros tratamentos que variam desde coroas totais (fundidas, metalo-cerâmica, total metálica), até exodontia de todos os dentes para confecção de próteses removíveis ou fixas. O tratamento deve ser desenvolvido considerando o tipo específico de AI e defeito subjacente. Os pacientes como amelogênese imperfeita estão propensos a fraturas de esmalte e desgaste rápido, tornando-os inapropriados para abordagens com restauradores conservadores e procedimentos de ligação. Problemas como sensibilidade dental extrema química, térmica e por estímulos mecânicos podem exigir um tratamento precoce com cobertura odontológica completa para que o indivíduo possa mastigar e realizar procedimentos de higiene bucal adequadamente.
A terapia para os tipos hipoplásicos de AI envolvem tipicamente a utilização de procedimentos de ligação para proteger os dentes mal formados contra cáries e melhorar a estética. Dentes hipoplásicos normalmente têm esmalte razoavelmente bem mineralizado, embora fino, permitindo terapias de restauração envolvendo colagem ao esmalte. Quando requer uma modificação na forma, tamanho e/ou cor dos incisivos, resinas ou porcelanas podem ser ligados aos dentes anteriores. 
A hipomaturação e os tipos hipocalcificados podem ser restaurados com as abordagens convencionais se o esmalte não estiver gravemente envolvido. Em alguns casos, restaurações adesivas podem ser bem sucedidas, dependendo do conteúdo mineral do esmalte e sua força.
Maloclusões podem ser tratadas usando uma variedade de técnicas, dependendo da natureza e gravidade do problema. O tratamento das más oclusões normalmente envolve tratamento ortodôntico tradicional. Os aparelhos fixos são geralmente colocados usando colagem. No entanto, em casos de amelogênese imperfeita, onde todos os dentes são cobertos com as coroas, os bráquetes ortodônticos ainda podem ser colocados com bandas ortodônticas. Este tratamento não é realizado até que a criança atinja a adolescência. 
Em alguns tipos de amelogênese imperfeita ocorre formação de cálculo excessivo, podendo ser extenso e crescer sobre os dentes anteriores, de modo a obscurecer a dentição e provocar grande inflamação dos tecidos moles. Os fatores que contribuem para o desenvolvimento de depósitos de cálculo podem incluir uma superfície de esmalte áspero, alteração na microflora oral e decréscimo da capacidade de higiene bucal. Antes do tratamento restaurador é importante ter uma boa saúde gengival, pois gengivites e sangramento da gengiva tornam a colocação do material restaurador extremamente difícil. Limpeza profissional, o uso de enxaguatórios bucais antimicrobianos e higiene oral excelente, ajudam manter os tecidos moles saudáveis antes e após o cuidado de restauração.

## Prevenção
Algumas alterações da amelogênese devem receber acompanhamento profissional com intervalos pequenos devido ao risco da perda de esmalte pós-eruptiva ou ao desgaste do esmalte. Procedimentos preventivos e interceptativos, como a correta limpeza dos dentes, a aplicação tópica de verniz fluoretado e selantes ionoméricos, também são indicados. Casos mais complexos podem requerer múltiplas extrações dentárias, restaurações estéticas, placas para restabelecimento de dimensão vertical e controle da sensibilidade dentinária . Por isso, é importante existir uma inter-relação de disciplinas: uma abordagem multiprofissional é um fator fundamental para o sucesso do tratamento.

## L.MORGADO, Cátia; C. AZUL, Ana. a Amelogénesi Imperfeita - Uma Revisão da Literatura
- PMC - US National Library of Medicine National Institutes of Health -  Journal List. Orphanet, J. Rare Dis

- PMC - US National Library of Medicine National Institutes of Health -  Journal List. J. Indian Soc Periodontal

- Scientific-Clinical, Odontology, Vol.3, Num.3, Setembro/Dezembro-2004

- Sites de referência: OMIM, NCBI, PUBMED, NUCLEOTIDE.

- Patologia Oral & Maxilofacial; Neville, Damm, Allen, Bouquot; Guanabara Koogan; 1998.
- BERALDO, Cibele Batista de Siqueira; SILVA, Brisa Janine Alves; VALERIO, Claudia Scigliano; MAZZIEIRO, Enio Tonani; MANZI, Flávio Ricardo; CARDOSO, Cláudia Assunção e Alves. Amelogênese imperfeita: relato de caso clínico. Jan./abr. 2015. RFO, Passo Fundo, v. 20, n. 1, p. 101-104. Acesso em: http://revodonto.bvsalud.org/scielo.php?pid=S1413- 40122015000100018&script=sci_arttext.